# Hajas István
Hajas István (Veszprém, 1733. október 23. – Veszprém, 1798. augusztus 29.) katolikus plébános.

## Élete
Református vallást követve nevelték Peremartonban. 1748-ban áttért katolikus hitre. Később Budán a bölcseletet elvégezte, és 1754. október 14-én a jezsuiták közé állt. Egerben és Nagyszombatban a grammatikai osztályokban, Pozsonyban pedig a költészetiben tanított. A hittudományt Nagyszombatban és Kassán hallgatta; ezután néhány évig tanító, majd hitszónok volt Kolozsvárt. 
Mikor 1773-ban a jezsuita szerzetet feloszlatták, visszajött Magyarországra és előbb várpalotai, 1779-ben pedig veszprémi lelkész, később alesperes lett; utóbbi hivatalt haláláig viselte.

## Munkái
- Mariana Pietas. Spect. ac perill. dni Joannis Almási... oblata. Pestini, 1765 (névtelenűl, Kaprinai jegyzete után a budapesti egyetem példányán)
- A boldogságos szűz Máriának tiszteletét és segítségülhívását bizonyító beszéd, mely Veszprémben az öreg templomban... élő nyelven mondatott 1779. kisasszony napján. Mostan pedig a t. n. Veszprém-vármegyei magistratualis uraknak kivánságára... kibocsáttatott, Pest
- Hajas Istvántól nemes Sz. Király-Szabadgyán mondatott beszéd. Midőn az ott való Sz. István királytól építtetett és pusztaságában minden emberi emlékezetet felül haladó kath. templom, azon Sz. István király tiszteletére ugyan; de csak az egy Isten imádására a... Rosos familiának nemzetségi ájtatosságából, új ékességére hozattatván, a kath. anyaszentegyháznak szokása szerint megáldattatott kisasszony havának 20. napján 1789, Veszprém
- Egyházi pásztor. I. könyv. Melyben élő nyelven mondatott egyházi beszédei közül nehányat Adventtől Vízkereszt utánig való vasárnapokra ft. Zsolnai Dávid úrnak... költségével kibocsátott. Győr, 1790. II. könyv. Septuagesima vasárnaptól böjt végéig egyházi beszédek. Győr 1791. III. k. Husvét után I. vasárnaptól pünkösd után IV-ig egyházi beszédek. Veszprém, 1794. IV. k. Pünköst után V. vasárnaptól a XVI-ig egyházi beszédek. Veszprém, 1795. V. k. Pünköst után XVII. vasárnaptól a XXIV-ig egyházi beszédek. Veszprém, 1800, öt kötet
- Hajas Istvántól Sz. Péter és Sz. Pál apostolok napján Veszprémben a püspöki anya templomban mondott beszéd. Mely több érdemes és buzgó hallgatóinak kivánságokra és bővebb lelki épületekre kibocsáttatott 1791-ben, Veszprém
- Szűz Mária védelme. Melyben tisztelete és segítségül hívása a sz. írásból és más nyilván való okokból, győzhetetlenül megmutattatott, és a protestánsoknak ellenvetései megfejtettek Hannenberg Godefréd által, kinek deák könyvét magyarra fordította, maga költségén kiadta és hallgatóinak hozzájok viseltető szivességének zálogául ajánlotta... Veszprém, 1791
- Keresztény filósofus. Avagy az Urban, b. asszony havának 21. 1792-ben életének 68-ban boldogúl kimúlt... Palini Inkei Boldisár urnak... ditső emlékezete. Melyet halotti tisztességét gyászos szívvel illő sok főúri és közrendeknek... mélységes tisztelettel eleikbe terjesztett, Veszprém
- Az igaz megvilágosodásról, Hajas Istvántól vízkereszt napján Veszprémben... mondott beszéd. Veszprém, 1792

Stoeger hibásan tulajdonítja neki a Szeitz Leo által írt Barátságos válasz (Hely n., 1791.) c. munkát. 